# Epimatium
Das Epimatium ist die stark modifizierte fleischige Samenschuppe, die bei den meisten Arten der Steineibengewächse (Podocarpaceae) den größten Teil des reifen Samens umgibt. Es vergrößert sich während der Entwicklung des Samens und des Zapfens und führt bei vielen Arten dazu, dass sich die Mikropyle (Öffnung zur Befruchtung der Samenanlage) am Ende des Samens von außen in Richtung Zapfenachse dreht.

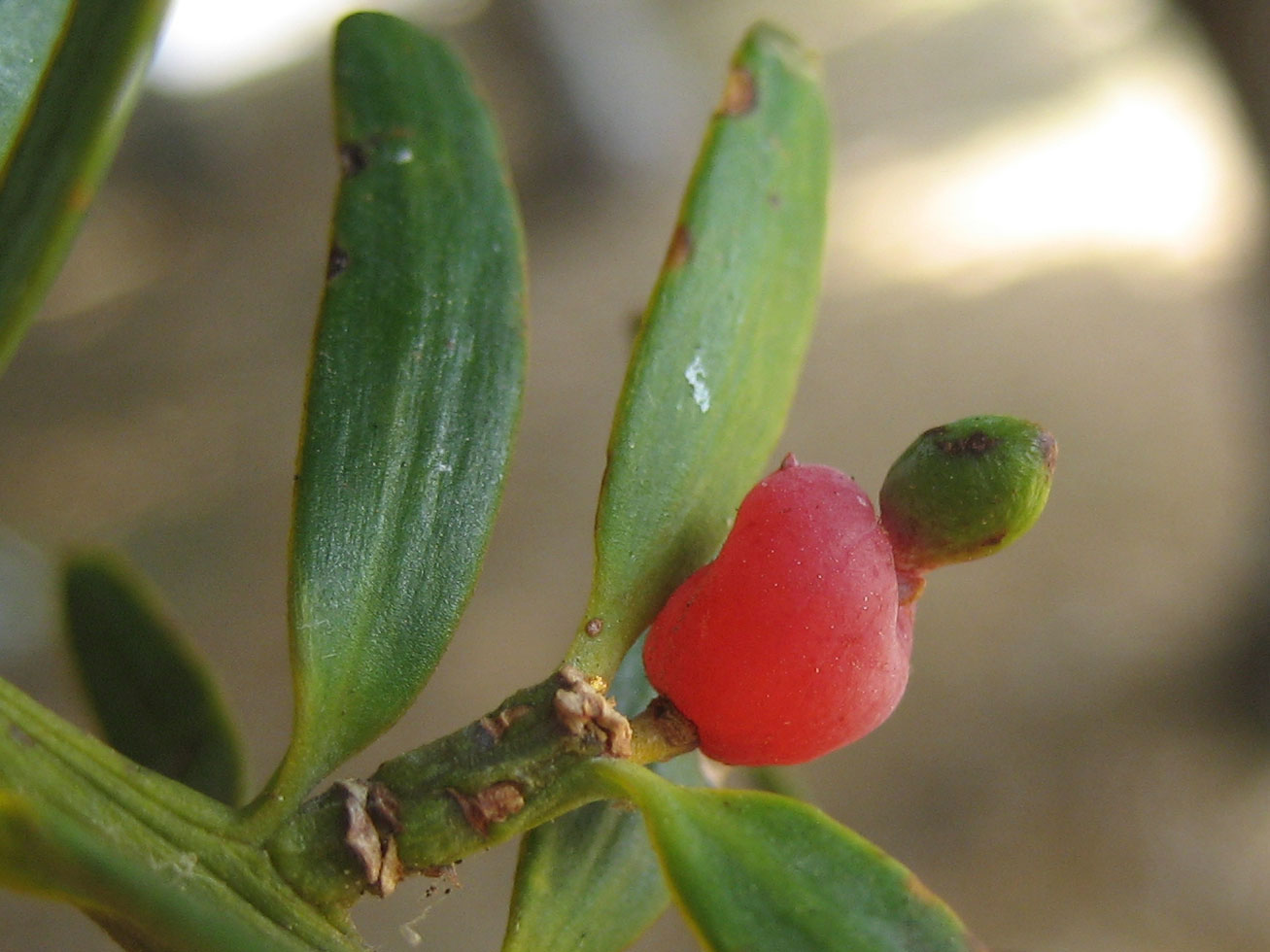
Stark modifizierter Zapfen von Podocarpus totara mit von grünem Epimatium bedecktem Samen und rotem Podocarpium

Der deutsche Botaniker Robert Pilger führte den Begriff 1903 für die Gattung Podocarpus ein. Es leitet sich von griechisch epi für „über“ und himation für „Kleid“ ab. Manche Autoren nennen den sonst als Arillus bezeichneten Samenmantel der Eiben (Taxus) und das äußere Integument der Meerträubel (Ephedra) ebenfalls Epimatium.